# Unione Sportiva Arezzo 1960-1961
Questa pagina raccoglie le informazioni riguardanti l'Unione Sportiva Arezzo nelle competizioni ufficiali della stagione 1960-1961.

## Rosa
| N. |                   | Ruolo | Calciatore         |
| -- | ----------------- | ----- | ------------------ |
|    | Italia (bandiera) | D     | Walter Beretta     |
|    | Italia (bandiera) | D     | Giuseppe Bergamini |
|    | Italia (bandiera) | A     | Carlo Cattabiani   |
|    | Italia (bandiera) | A     | Maurizio Cavazzoni |
|    | Italia (bandiera) | C     | Franco Danova      |
|    | Italia (bandiera) | C     | Arnaldo Lucentini  |
|    | Italia (bandiera) | C     | Romano Magherini   |
|    | Italia (bandiera) | C     | Francesco Magi     |
|    | Italia (bandiera) | A     | Armando Marcos     |
|    | Italia (bandiera) | C     | Elio Mariani       |

| N. |                   | Ruolo | Calciatore           |
| -- | ----------------- | ----- | -------------------- |
|    | Italia (bandiera) | A     | Vittorio Morelli     |
|    | Italia (bandiera) | D     | Luigi Pantani        |
|    | Italia (bandiera) | C     | Claudio Pitta        |
|    | Italia (bandiera) | D     | Filippo Regni        |
|    | Italia (bandiera) | P     | Mario Rossi          |
|    | Italia (bandiera) | D     | Massimiliano Santoni |
|    | Italia (bandiera) | C     | Ercole Talusi        |
|    | Italia (bandiera) | C     | Raoul Tassinari      |
|    | Italia (bandiera) | P     | Giuseppe Uanetto     |